# Quercus pennivenia
Quercus pennivenia — вид дубів, що росте в Мексиці.

## Морфологічна характеристика
Дерево 5–8 метрів у висоту, стовбур 15–45 см у діаметрі. Листки 15–30 × 8–30 см, майже округлі; верхівка тупо-округла щетинчаста; основа серцеподібна; край цільно- або неправильно-зубчастий; верх голий чи з деякими розкиданими однорядними волосками; низ щільно блідо-сіро-буро вовнистий; ніжка листка 15–30 мм, вовниста. Маточкові сережки вовнисті, 4–17 см завдовжки, мають 8–20 жолудів, згрупованих на кінці. Жолудь завдовжки ≈ 10 мм, 7–10 мм у діаметрі, яйцюватий, на 1/3 укладений в чашечку.

## Поширення
Зростає в Мексиці (Сіналоа, Дуранго). Росте в дубово-соснових лісах на висотах 1730–2500 метрів.